# Thais Russomano
Thais Russomano (Porto Alegre, 25 de setembro de 1963) é uma médica brasileira, especializada em medicina espacial. É fundadora e coordenadora do Centro de Microgravidade na Pontifícia Universidade Católica do Rio Grande do Sul (PUCRS), Porto Alegre , Brasil, estabelecendo-o em 1999 como o primeiro centro de ensino e pesquisa no espaço das Ciências da Vida na América Latina. É Professora Associada das Escolas de Medicina, Ciências Aeronáuticas e Engenharia (programa de Mestrado) da Pontifícia Universidade Católica do Rio Grande do Sul, Professora Visitante Sênior do King's College de Londres, e cientista convidada do Centro Aeroespacial Alemão (DLR), em Colônia, Alemanha. É membro oficial do projeto "Mars One", projeto este que pretende colonizar o Planeta Marte, enviando humanos em 2025 ao planeta vermelho.

## Início da vida
Russomano cresceu na cidade de Pelotas no sul do Brasil e estudou medicina a partir da idade de 16 anos na Universidade Federal de Pelotas, formando-se em 1985. Realizou residência em clínica médica por quatro anos no Hospital de Clínicas de Porto Alegre, Brasil.

## Carreira acadêmica
A fim de prosseguir uma carreira na medicina aeroespacial, Russomano teve de procurar algo fora de seu país natal, o Brasil, pois não havia tais cursos disponíveis a nível nacional. Em 1991, ela completou um mestrado em medicina aeroespacial na Universidade Estadual de Wright, Ohio, EUA. No ano seguinte, 1992, Russomano concluiu um curso da NASA de formação do cirurgião de vôo no Centro Espacial Lyndon Johnson, em Houston, Texas, EUA.
Os anos de 1994 a até 1998 foram gastos no King's College de Londres, Reino Unido, onde ela se tornou a primeira pessoa a concluir um doutorado em fisiologia respiratória espacial sob a orientação do Vice-Marechal da Força Aérea John Ernsting. Posteriormente, passou um ano trabalhando no Centro Aeroespacial Alemão, em Colônia, na Alemanha, antes de retornar ao Brasil e criar o Centro de Microgravidade, em 1999. Um novo período de pesquisa de Pós-Doutorado em Ciências da Vida Espacial foi concluído no King's College de Londres em 2007. Mais recentemente, Russomano vinculou-se a Aalto University School of Arts, Design and Architecture, na Finlândia, onde ela conduz workshops sobre Espaço e Projeto.

## Publicações selecionadas

### Livros[2]
- RUSSOMANO T, Betrayal, eBook format, Smashwords & Amazon, 2013
- RUSSOMANO T, JOÃO DE CARVALHO CASTRO. Fisiologia Aerospacial, EdiPUCRS, 2012
- RUSSOMANO T. Traição, EdiPucrs & AGE Editora, 2010
- VERNIKOS J, RUSSOMANO T. A Gravidade - Esta Grande Escultora, EdiPucrs, 2009
- RUSSOMANO T, FALCAO FP, DALMARCO G. The Effects of Hypergravity and Microgravity on Biomedical Experiments, Morgan & Claypool, 2008

### Periódicos
- Rehnberg, L; Russomano, T; Falcão, F; Campos, F; Everts, SN (2011). «Evaluation of a novel basic life support method in simulated microgravity». Aviation, space, and environmental medicine. 82 (2): 104–10. PMID 21329024. doi:10.3357/ASEM.2856.2011
- Falcão, F; Russomano, T (2010). «Clinical validation of the earlobe arterialized blood collector». Aviation, space, and environmental medicine. 81 (11): 1053–4. PMID 21043305
- RUSSOMANO T, CARDOSO R.B, LOPES M.H.I, OLIVEIRA H.W, HUTTNER E, HUTTNER E, KESSLER M, CELIA S, ‘’Telemedicine: Development and Validation of Tools for Assisting Dermatological Diseases’’. Rev. UNIFA, Rio de Janeiro, 23,  26, p15-22, 2010.
- Martinelli, L.K.; Russomano, T.; Dos Santos, M.A.; Falcao, F.P.; Bauer, M.E.; Machado, A.; Sundaresan, A. (2009). «Effect of microgravity on immune cell viability and proliferation». IEEE Engineering in Medicine and Biology Magazine. 28 (4): 85–90. PMID 19622430. doi:10.1109/MEMB.2009.933572
- Scolari, Diogo; Fagundes, Rubem D.R.; Russomano, Thaís; Zwetsch, Iuberi Carson (2008). «Comparative study between DD-HMM and RBF in ventricular tachycardia and ventricular fibrillation recognition». Medical Engineering & Physics. 30 (2). 213 páginas. doi:10.1016/j.medengphy.2007.02.006
- Russomano, Thais; Rizzatti, Mara; Coelho, Rodrigo; Scolari, Diogo; Souza, Daniel; Pra-Veleda, Paula (2007). «Effects of simulated hypergravity on biomedical experiments». IEEE Engineering in Medicine and Biology Magazine. 26 (3): 66–71. PMID 17549923. doi:10.1109/MEMB.2007.364932
- Russomano, T; Evetts, SN; Castro, J; Dos Santos, MA; Gavillon, J; Azevedo, DF; Whittle, J; Coats, E; Ernsting, J (2006). «A device for sampling arterialized earlobe blood in austere environments». Aviation, space, and environmental medicine. 77 (4): 453–5. PMID 16676659
- Russomano, T.; Allan, J.; Beck, L.; Petrat, G.; May, F.; Thompsen, S.; Falcao, F.; Dalmarco, G.; Gurgel, J. (2006). «Development of a lower body negative pressure box with an environmental control system for physiological studies». Advances in Space Research. 38 (6). 1233 páginas. doi:10.1016/j.asr.2005.10.036
- Evetts, SN; Evetts, LM; Russomano, T; Castro, JC; Ernsting, J (2005). «Basic life support in microgravity: Evaluation of a novel method during parabolic flight». Aviation, space, and environmental medicine. 76 (5): 506–10. PMID 15892553